# Rukbat
Rukbat (α Sagittarii / α Sgr / HD 181869) es una estrella en la constelación de Sagitario de magnitud aparente +3,97. Aunque ostenta la denominación de Bayer Alfa, dista mucho de ser la más brillante de la constelación, siendo la decimoquinta más brillante de la misma. Su nombre —escrito a veces como Rucba— proviene del árabe Ar-Rukbah y significa «la rodilla», indicando su posición en el cuerpo del arquero. También es conocida por la denominación de Alrami, término que significa «el arquero», en referencia al conjunto de la constelación.
A una distancia de 170 años luz del sistema solar, Rukbat es una estrella blanco-azulada de tipo espectral B8V y 12 370 K de temperatura efectiva.
Brilla con una luminosidad 112 veces superior a la luminosidad solar.
Con un diámetro 2,3 veces más grande que el del Sol, su masa es entre 3 y 3,2 veces mayor que la masa solar.
Su contenido metálico (metalicidad) es comparable a la solar.
Está rodeada de una nube de polvo —probablemente en forma de disco—, similar a la descubierta en torno a Vega (α Lyrae). Asimismo, es una fuente débil de rayos X.
Aunque el análisis espectral indica que Rukbat puede tener una compañera cercana, hasta el momento su búsqueda no ha dado resultados. 